# 1812 Ґільґамеш
1812 Ґільґамеш (1812 Gilgamesh) — астероїд головного поясу, відкритий 24 вересня 1960 року.
Тіссеранів параметр щодо Юпітера — 3,222.